# Thryssa baelama
Thryssa baelama är en fiskart som först beskrevs av Forsskål, 1775.  Thryssa baelama ingår i släktet Thryssa och familjen Engraulidae. Inga underarter finns listade i Catalogue of Life.